# Memorabilia Tigurina

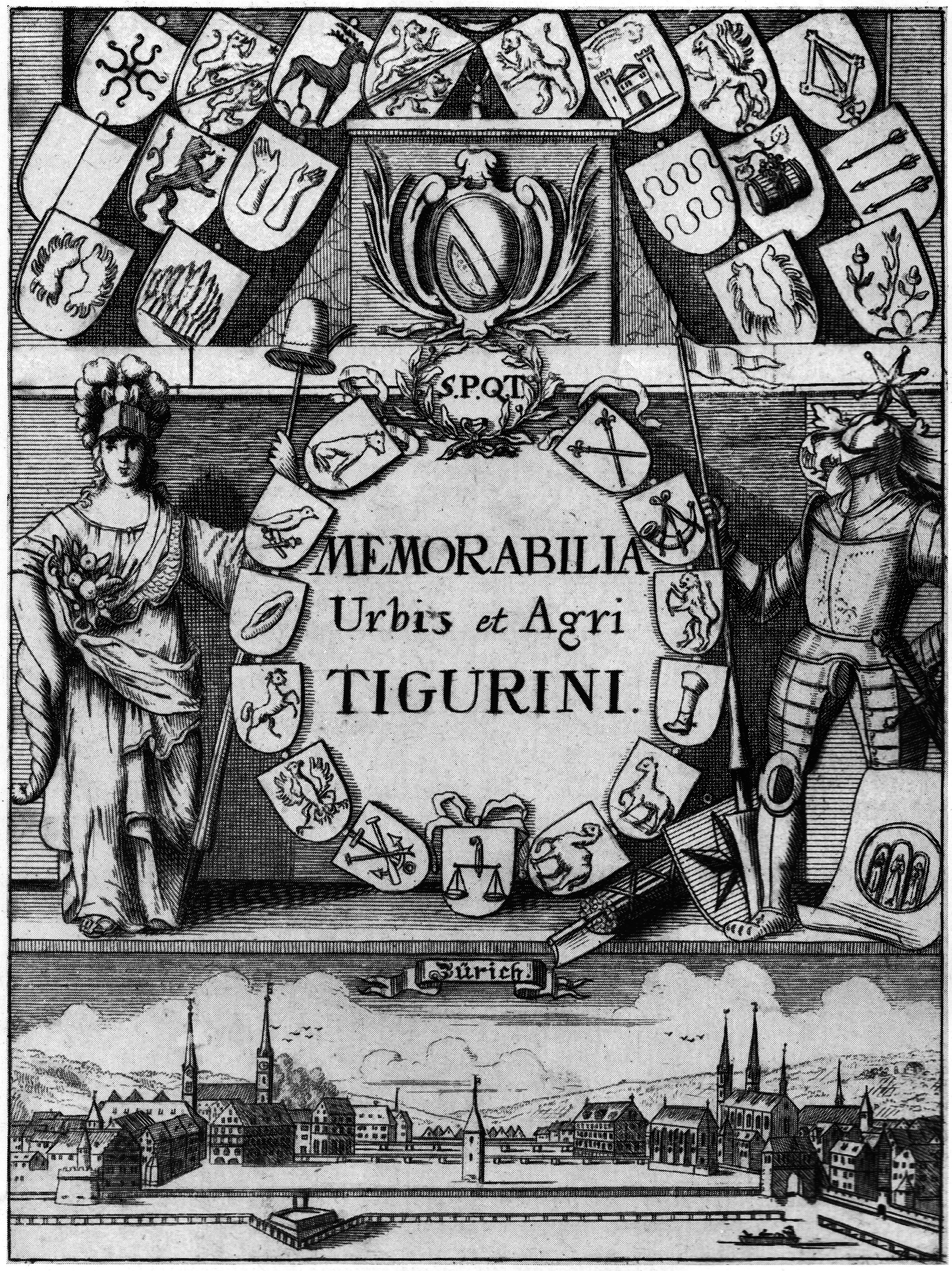
Titelkupfer zur dritten, erweiterten Auflage von 1742.

Die Memorabilia Tigurina oder Merckwürdigkeiten Der Stadt und Landschafft Zürich … Samt einem Geschlechter-, Burgerlichen Dienst- und Aemter-Büchlein ist eine Spezialenzyklopädie, die erstmals 1704 in Zürich von Johann Heinrich Bluntschli in einem Band herausgegeben wurde. Sie erschien 1711 in zweiter, textlich unveränderter Auflage mit anderen Illustrationen und 1742 in dritter, erweiterter Auflage mit allen Illustrationen der ersten und zweiten Auflage.

## Inhalt und Name
Die Memorabilia Tigurina befassen sich vor allem mit dem Gebiet des damaligen Stadtstaates Zürich und den für die Stadtbürger interessanten Themen. Es handelt sich um die erste Geschichte Zürichs in alphabetischer Ordnung. Die Bezeichnung Tigurina geht auf Tiguri, den seit dem 16. bis ins frühe 18. Jahrhundert üblichen lateinischen Namen der Stadt Zürich zurück. Erst mit dem Fund eines römischen Grabsteins auf dem Lindenhof wurde der galloromanische Name Turicum bekannt.

## Vorläufer
Das Enchiridium chronologicum Tigurino-Helveticum oder Historisches Hand-Büchlein Zürich-helvetischer Jahrzeit-Geschichten, darinnen nach Ordnung der Jahre alles was … in der Statt u. Landschafft Zürich … merckwürdiges sich zugetragen, … vorgestellt wird von D. Gessner, erschienen in Zürich im Jahre 1701, ist zwar noch leicht älter, jedoch im Wesentlichen eine tabellarische Zusammenstellung.

## Spätere Ausgaben der Memorabilia Tigurina
Die Memorabilia Tigurina war ihrer Kompaktheit wegen sehr beliebt. Der Name wurde daher bis gegen das Ende des 19. Jahrhunderts immer wieder als Titel einer Zürcher Enzyklopädie in der Tradition Bluntschlis verwendet. Diese Neuauflagen standen in vielen privaten und öffentlichen Bibliotheken – auch und gerade auf der Zürcher Landschaft, wo sonst ausser der Bibel nur wenige Bücher anzutreffen waren.
Es erschienen nacheinander:
- Anton Werdmüller: Memorabilia Tigurina, oder Merkwürdigkeiten der Stadt und Landschaft Zürich berichtiget, vermehret, und bis auf itzt fortgesetzt. Theil I: Zürich 1780. Theil II: Zürich 1790.
- Johann Heinrich Erni: Memorabilia Tigurina. Neue Chronik oder fortgesetzte Merkwürdigkeiten der Stadt und Landschaft Zürich. Zürich 1820.
- Friedrich Vogel: Memorabilia Tigurina oder Chronik der Denkwürdigkeiten der Stadt und Landschaft Zürich. Zürich 1841.
- Friedrich Vogel: Die alten Chroniken oder Denkwürdigkeiten der Stadt und Landschaft Zürich von den ältesten Zeiten bis 1820. Zürich 1845 (Nachdruck 1857).
- Friedrich Vogel: Memorabilia Tigurina oder Chronik der Denkwürdigkeiten des Kantons Zürich 1840 bis 1850. Zürich 1853.
- Gustav von Escher: Memorabilia Tigurina oder Chronik der Denkwürdigkeiten des Kantons Zürich 1850 bis 1860. Zürich 1870.

Friedrich Vogel machte sich einen Namen, indem er 1841 eine Ergänzung zu den Werken von Werdmüller und Erni herausgab, 1845 die längst vergriffenen Alten Chroniken (Bluntschli, Werdmüller, Erni) neu edierte und 1853 eine weitere Ergänzung nachlegte. Die letzte Publikation unter dem Namen Memorabilia Tigurina war das Supplement von Gustav von Escher, das an Vogels Reihe anschloss. Zusammenfassend wurden diese bei Schulthess erschienenen Ausgaben auch als „Vogel-Chronik“ bezeichnet.

## Werke in der Tradition der Memorabilia
Ebenfalls in die Kategorie der Memorabilia gehört ein Band aus der Reihe Historisch-geographisch-statistisches Gemälde der Schweiz:
- Gerold Meyer von Knonau: Der Canton Zürich, historisch-geographisch-statistisch geschildert von den ältesten Zeiten bis auf die Gegenwart. (Historisch-geographisch-statistisches Gemälde der Schweiz), 2. Auflage. Teil I: St. Gallen / Bern 1844; Teil II: St. Gallen/Bern 1846.